# Suntory Open
Het Suntory Open was een golftoernooi van de Japan Golf Tour. 
De Japanse Tour werd in 1973 opgericht onder meer met dit toernooi, de Diamond Cup Golf en de Fujisankei Classic. Het toernooi werd in Chiba gespeeld, sinds 1998 op de Sobu Country Club. Het prijzengeld was het laatste jaar ¥ 100,000,000 waarvan ¥ 20,000,000 naar de winnaar ging.
In 1990 werd het Suntory Ladies Open gestart in Hyogo. Het prijzengeld voor de dames is ¥ 80,000,000.

## Banen
- 1973: Ashitaka Six Hundred Club
- 1974-1997: Narashino Country Club
- 1998-2007: Sobu Country Club

## Winnaars
| - 1973: Hideyo Sugimoto - 1974: Masashi Ozaki - 1975: Yoshitaka Yamamoto - 1976: Graham Marsh - 1977: Masaji Kusakabe - 1978: Akio Kanemoto - 1979: Masaji Kusakabe - 1980: Bill Rogers - 1981: Bill Rogers | - 1982: Pete Izumikawa - 1983: Tsuneyuki Nakajima - 1984: Takashi Kurihara - 1985: Tateo Ozaki - 1986: Graham Marsh - 1987: Noboru Sugai - 1988: Tateo Ozaki - 1989: Larry Nelson - 1990: Toru Nakamura | - 1991: Naomichi Ozaki - 1992: Naomichi Ozaki - 1993: Eiichi Itai - 1994: David Ishii - 1995: Masahiro Kuramoto - 1996: Hajime Meshiai - 1997: Hiroyuki Fujita - 1998: Mamo Osanai - 1999: Nick Price | - 2000: Kiyoshi Maita - 2001: Shingo Katayama - 2002: Shingo Katayama - 2003: Jyoti Randhawa - 2004: Hideki Kase - 2005: Yasuharu Imano - 2006: Y E Yang - 2007: Hideto Tanihara |